# Shinyanga (region)
Shinyanga er en af Tanzanias 26 administrative regioner. Regionhovedstaden er Shinyanga. Den grænser til regionerne Mwanza, Mara og Kagera i nord, Tabora i syd, Kigoma i vest, Singida i sydøst
og Arusha og Manyara i øst.
Regionen havde 3.692.940 indbyggere i 2009 og et areal på 50.781 km². Et stykke af nationalparken Serengeti ligger i den nordøstlige del af Shinyanga.
Regionen er inddelt i otte distrikter: Bariadi, Bukombe, Kahama, Kishapu, Maswa, Meatu, Shingyanga Mjini og Shinyanga Vijijini.
De mest udbredte etniske grupper i regionen er sukuma, nyamwezi og sumbwa.

## Eksterne kilder og henvisninger
1. ↑   Statoids, Regions of Tanzania

3°45′S 33°00′Ø / 3.750°S 33.000°Ø